# أفعى الحقل القرناء
أفعى الحقل القرناء (الاسم العلمي: Pseudocerastes fieldi)، نوع من الأفاعي السامة المتوطنة في صحاري الشرق الأوسط. كانت تُعتبر سابقًا نويعًا من الأفعى القرناء الفارسية. الاختلافات الرئيسية بين هذا النوع والأفعى القرناء الفارسية تكمن في تركيب السم والحراشف.